# Три трио для фортепиано, скрипки и виолончели
Три трио для фортепиано, скрипки и виолончели (Op. 1) — три фортепианных трио, созданные немецким композитором Людвигом ван Бетховеном в 1793—1795 годах и изданных в 1795 году. Трио посвящены покровителю композитора князю Карлу Лихновскому. Цикл трио является первым произведением композитора, которому он согласился присвоить опусный номер.

## Создание

### Предыстория

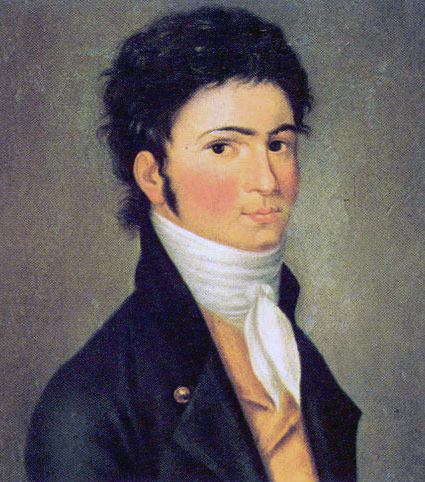
Бетховен в 1801 году

Людвиг ван Бетховен родился 16 декабря 1770 года в Бонне, а в начале 1790-х годов решает переехать в Вену — признанную европейскую музыкальную столицу. Осенью 1792 года, когда юный Бетховен собирается покинуть Бонн, он встречает знаменитого Йозефа Гайдна, и последний после их знакомства, увидев талант молодого музыканта, соглашается учить его. В этот период Бетховен занимается ещё у нескольких учителей, из которых Гайдн был наиболее известным. Однако их отношения были довольно сложными, а характер и искусство Бетховена, как считается, для прославленного композитора были довольно чужды.
Гайдн выразил пожелание, чтобы Бетховен изволил написать на титульном листе своих первых сочинений: «Ученик Гайдна». Бетховен не захотел, потому что, как он сам говорил, взял у Гайдна несколько уроков, однако ничему у него не научился. <…> Бетховен также учился контрапункту у Альбрехтсбергера и оперной композиции у Сальери. Я хорошо их всех знал. Все трое высоко ценили Бетховена, но были единодушного мнения о его занятиях. Каждый говорил: Бетховен настолько своенравен и упрям, что ему приходилось узнавать на собственном горьком опыте то, что он никогда бы не воспринял как предмет изучения.
Луи Друэ, франко-голландский флейтист и композитор, придворный флейтист Наполеона Бонапарта, оставил в своих записках диалог, свидетельствующий (если верить в его достоверность) о разнице во взглядах между композиторами. Когда Бетховен стал уговаривать Гайдна высказать своё мнение о его первых произведениях, то мэтр, отметив богатство его воображения, заметил: «Вы производите на меня впечатление человека, у которого несколько голов, несколько сердец и несколько душ». И по настоянию Бетховена продолжил: «…в вашем творчестве есть нечто, я не сказал бы странное, но неожиданное, необычное — разумеется, ваши вещи прекрасны, это даже чудесные вещи, но то тут, то там в них встречается нечто странное, мрачное, так как вы сами немного угрюмы и странны: а стиль музыканта — это всегда он сам…»

### Создание
То, что композитор в начале своей творческой деятельности приступил к созданию фортепианных сонат и камерных ансамблей с участием фортепиано, признаётся показательным, так как он виртуозно владел именно этим инструментом. По словам музыковеда Василия Корганова: «Только возрастающая слава виртуоза открыла путь к лёгкому сбыту его первых сочинений, среди которых видное место занимает op. № 1, относящийся к периоду учения у Гайдна». По наблюдению Кириллиной, ансамблевые произведения с фортепиано «давались композитору относительно легко, поскольку принадлежали к роду фортепианных „сонат“ с участием других инструментов», что нашло место и в трёх трио. В то же время она отмечала, что, видимо, пробелы в композиторской технике начального венского периода не позволяли ему обратиться к крупным формам с участием оркестра, хора. В связи с этим в это время он занимался переработкой произведений, написанных ещё до Вены, а также работал в жанрах, где не столь бросались в глаза его недостатки (вокальные миниатюры, вариации, камерно-инструментальные ансамбли с фортепиано).
С 1794 по 1796 год Бетховен живёт во дворце князя Карла Лихновского, своего покровителя, ранее поддерживавшего Вольфганга Амадея Моцарта. Существуют сведения, что в доме князя трио прозвучали ещё в 1793 году и в числе приглашённых был и Гайдн, который похвалил первые два из них, а третье ему не понравилось и он посоветовал его не издавать. Такая реакция вызвала недовольство со стороны молодого автора; к тому же он относил последнее трио к лучшей музыке среди этих ансамблей. Согласно сообщению Фердинанда Риса, такое поведение учителя было воспринято Бетховеном «дурно и навело его на мысль, будто Гайдн завидует, ревнует и ведёт себя с ним неискренне». Некоторые ставят под сомнение достоверность истории про высказанное Гайдном замечание, а другие приводят информацию, что автор всё же воспользовался советом, но от другого музыканта. Так, Корганов называет в этой связи имя виолончелиста Крафта, участвовавшего в исполнении произведений в доме князя, в частности, в отношении правильности музыкальных размеров сочинения.

### Издание
В начале своей композиторской деятельности Бетховен был связан с венской нотоиздательской фирмой Artaria & Co., которая опубликовала его первые номерные опусы. Договор между композитором и издательством в отношении трио был заключён 19 мая 1795 года. Несмотря на первый присвоенный номер, это произведение не считается его первой публикацией, так как ей признаются 9 вариаций на тему марша Дресслера (WoO 63), опубликованные в 1783 году.
По поводу этих трио и следующего опуса, трёх фортепианных сонат (Op. 2), издательство поместило в марте 1796 года в «Венской газете» следующую заметку: «Так как предыдущие произведения композитора, уже распространённые в публике, три фортепианные трио, имели очень большой успех, то можно ожидать того же от этого произведения, тем более что в нём, кроме достоинств композиции, ясно выражена сила, которою славится Бетховен как пианист, и мягкость, которою отличается его игра». После того как это произведение было издано в Лондоне, его услышал английский пианист и композитор Иоганн Крамер. Оно произвело на него большое впечатление, по поводу чего он заметил: «Этот человек вознаградит нас за потерю, понесённую со смертью Моцарта!»
Ромен Роллан, рассматривая глухоту Бетховена и обстоятельства составления знаменитого «Гейлигенштадтского завещания», обратил внимание, что согласно этому документу болезнь поразила композитора начиная с 1796 года, когда были изданы Три сонаты для фортепиано — его второе опусное произведение. Таким образом, французский писатель пришёл к выводу, что если не брать во внимание три трио, «…всё, созданное Бетховеном, создано глухим Бетховеном».

## Op. 1 No. 1 Фортепианное трио № 1 ми-бемоль мажор
- Allegro
- Adagio cantabile
- Scherzo. Allegro assai
- Finale. Presto

## Op. 1 No. 2 Фортепианное трио № 2 соль мажор
- Adagio — Allegro vivace
- Largo con espressione
- Scherzo. Allegro
- Finale. Presto

В лондонской Британской библиотеке в книге эскизов венского музыканта и коллекционера рукописей Иоганна Кафки («Kafka Sketchbook») были найдены эскизы фортепианного переложения 3-й части (продолжительность 64 такта). Эта работа была опубликована в 1964 году в немецком Висбадене.

## Op. 1 No. 3 Фортепианное трио № 3 до минор
- Allegro con brio
- Andante cantabile con Variazioni
- Minuetto. Quasi allegro
- Finale. Prestissimo

Этот номер был переложен Бетховеном в 1817 году в Струнный квинтет № 3 до минор ор. 104. Автограф сопровождался следующей записью: «Терцет, обработанный господином Благонамеренным в трёхголосный квинтет, а затем переведённый господином Доброжелающим из кажущегося пятиголосия в действительное пятиголосие и возведённый из полнейшей никчёмности во что-то стоящее 14 августа 1817 года. NB. Первоначальная партитура трёхголосного квинтета предана огню в качестве торжественного жертвоприношения богам преисподней».

## Характеристика
Критики усматривают характерную симфоничность формы трио, отличающую её от произведений других венских классиков — Моцарта и Гайдна, так как Бетховен выбирает четырёхчастную структуру с быстрым финалом.
Кириллина обращала внимание, что многие ранние произведения Бетховена написаны с участием фортепиано и часто исполнялись самим автором: «А поскольку партию фортепиано Бетховен писал для себя самого, то в некоторых отношениях она была ведущей или по крайней мере равноправной, — во всяком случае, никоим образом не вспомогательной». Ещё одной особенностью ранних сочинений Бетховена было то, что он часто использовал в них тональность c-moll; в качестве такого примера Кириллина приводит трио ор. 1 № 3: «Эта тональность трактуется скорее как ораторски-патетическая, нежели как трагическая, — на роль последней чаще избирается d-moll».